# Mark Saul
Mark Adam Saul (n. 20 de junio de 1985) es un actor estadounidense quién es conocido por aparecer en el show All That de Nickelodeon. Saul nació y criado en Los Ángeles, California. 

## Carrera
Después de la ida de Lori Beth Denberg, Saul se unió al elenco de All That, con Nick Cannon. 
Después de irse del show, continuó su educación en El Camino Real High School. Tuvo una banda llamada Another Man's Trash, y su vídeo, "Such a Fantasy", salió al aire en VH1.
Trabajó en Grey's Anatomy y tiene una banda llamada "The Flashcards."